# Rugby Union in Schottland

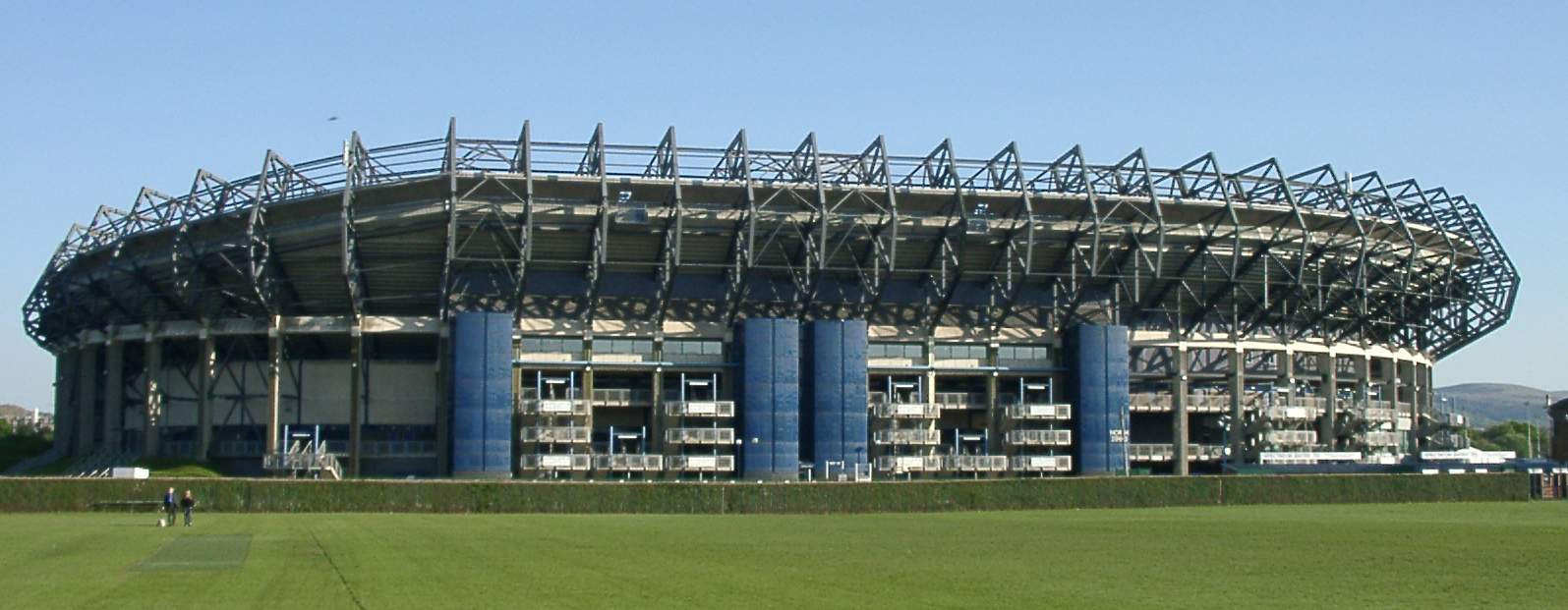
Das Murrayfield Stadium in Edinburgh, Heimstadion der schottischen Nationalmannschaft

Rugby Union ist eine beliebte Sportart in Schottland. Verantwortlicher Verband ist die Scottish Rugby Union (RFU).
Die schottische Nationalmannschaft war Gegner Englands im ersten Länderspiel der Geschichte des Sports am 27. März 1871, das sie in Edinburgh mit 4:1 gewinnen konnte. Sie nimmt jährlich an den Six Nations teil und hat sich bislang für alle Weltmeisterschaften qualifiziert. Sie wird vom Weltverband World Rugby zu den elf stärksten Nationalmannschaften der Welt gezählt und gehört daher zum sogenannten „first tier“. Die schottischen Profivereine spielen in der Pro14 gegen Mannschaften aus Irland, Italien, Südafrika und Wales und können sich dort für die internationalen Pokalwettbewerbe European Rugby Champions Cup und European Rugby Challenge Cup qualifizieren, in denen die besten europäischen Clubs aufeinandertreffen.
Schottland war bereits Gastgeber wichtiger Turniere wie den Weltmeisterschaften 1991 und 1999 (zusammen mit den anderen damaligen Five Nations), sowie der Weltmeisterschaft 2007 (zusammen mit Frankreich und Wales).

## Geschichte

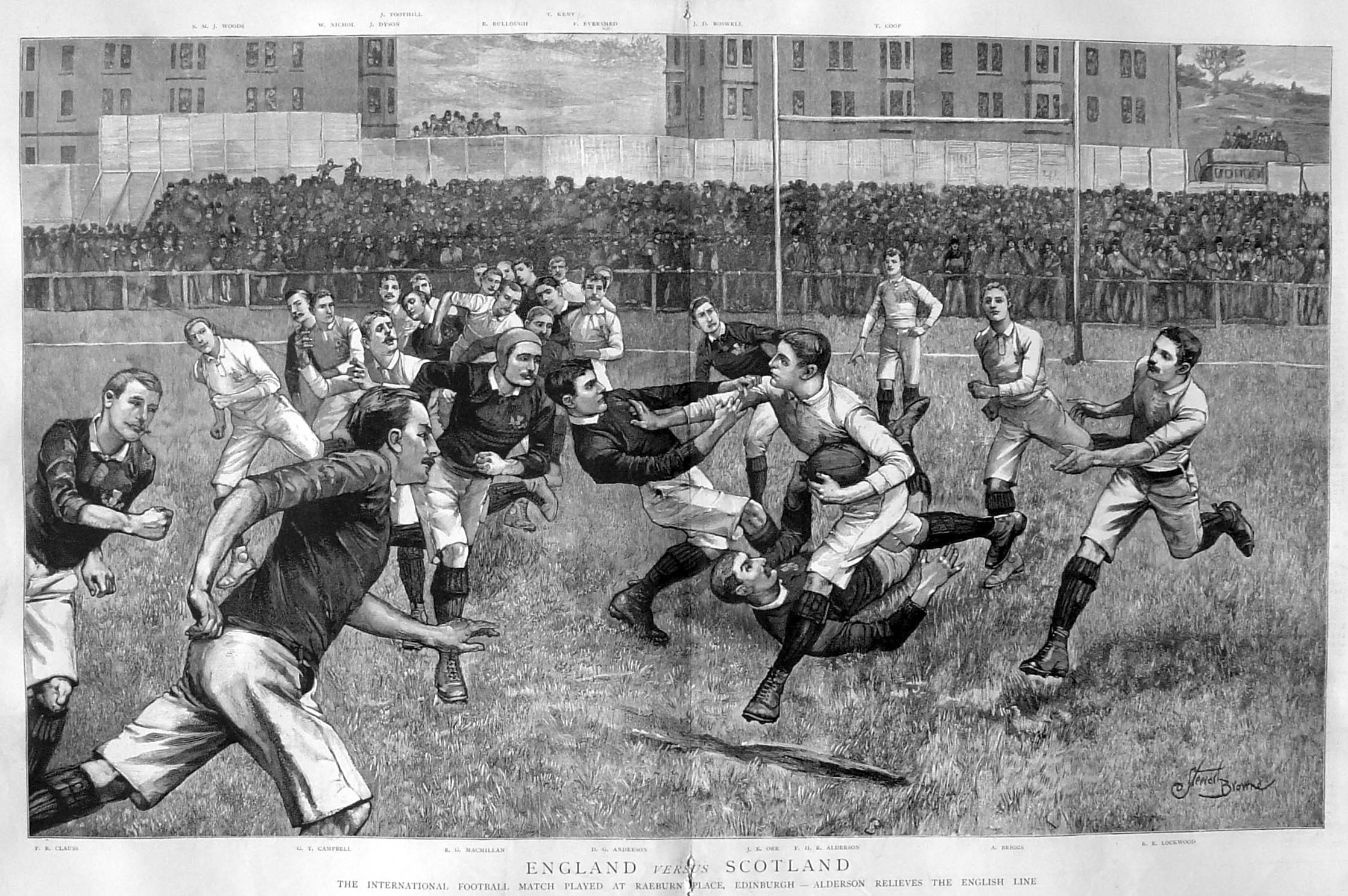
Spiel um den Calcutta Cup 1892

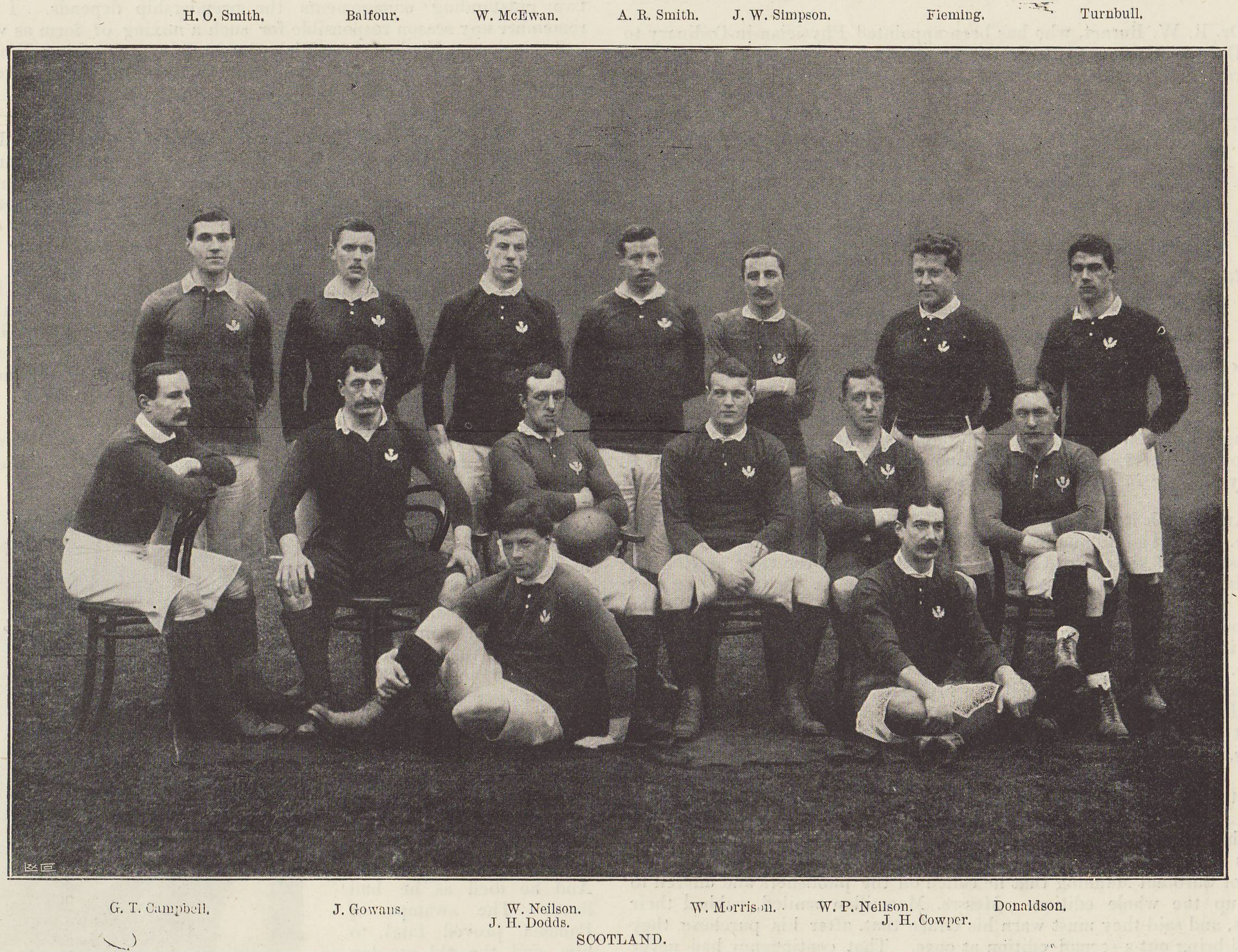
Das Nationalteam 1896

In Schottland gibt es eine lange Tradition von Ballspielen, die dem heutigen Rugby ähneln, wie etwa „Jeddart Ball“ oder das „Kirkwall Ba game“. Beide Sportarten beinhalten das Passen des Spielgeräts und Formen des Gedränges. Bereits im 17. Jahrhundert wurden die Vorläufer des Rugby aktiv betrieben. Seit 1858 spielen die Schüler der Merchiston Castle School und der Edinburgh Academy in der ältesten, regelmäßigen Spielpaarung des Sports gegeneinander.
Die schottische Nationalmannschaft nahm am ersten Länderspiel der Historie teil, als sie am 27. März 1871 auf England traf und mit 4:1 siegreich vom Platz ging. Der 1873 gegründete Verband Scottish Football Union war einer der ersten seiner Art und ist neben den Verbänden Irlands und Wales’ Gründungsmitglied des International Rugby Board (IRB), heute World Rugby. Die englische Rugby Football Union weigerte sich einige Jahre, Mitglied des internationalen Verbandes zu werden. Erst 1890 wurde sie aufgenommen.
1895 spaltete sich der Sport in England in die Varianten Rugby Union und Rugby League. Die Rugby-League-Spieler wurden bezahlt, wobei Rugby Union ein Amateursport blieb. In Schottland hatte die Spaltung jedoch kaum Einfluss auf das Spielgeschehen, die Vereine entschieden sich ausschließlich für Rugby Union. 100 Jahre lang blieb es bei dieser Teilung in Amateure und Profis, bis 1995 entschieden wurde, Rugby Union für Profispieler zu öffnen. In diesem Jahrhundert hatte es nur 14 schottische Spieler gegeben, die in die englische Rugby League wechselten.
Die Variante Siebener-Rugby wurde 1883 in Schottland von Ned Haig erfunden. Das erste internationale 7er-Turnier fand 1973 im Murrayfield Stadium in Edinburgh statt. Aufgrund des Erfolgs des Formats wurde 1976 das Turnier Hong Kong Sevens ins Leben gerufen, das heute Teil der World Rugby Sevens Series ist. 1993 fand die erste Siebener-Rugby-Weltmeisterschaft statt, die in Schottland ausgetragen wurde. Der WM-Pokal trägt den Namen „Melrose Cup“, benannt nach der Heimatstadt des Erfinders Ned Haig.
1924 benannte sich der schottische Verband in Scottish Rugby Union um. Eine weitere wichtige Veränderung war der Umzug des Nationalteams in das Murrayfield Stadium. Zuvor wurden die Länderspiele in Inverleith ausgetragen.

## Wettbewerbe

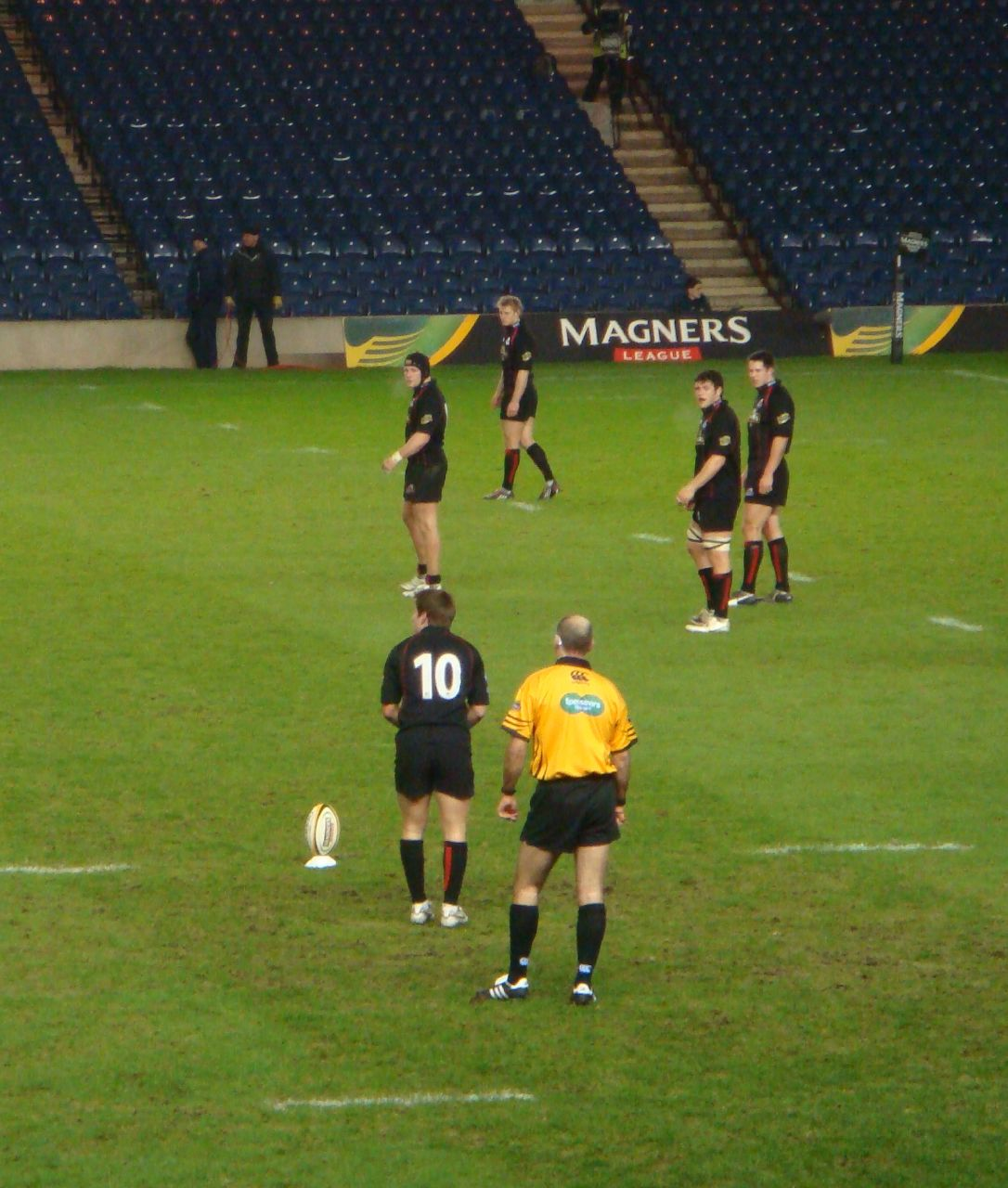
Edinburgh in der Magners League

Die oberste Rugby-Union-Liga für schottische Vereine ist die Magners League, die zudem aus Mannschaften aus Irland und Wales besteht. Aktuell vertreten die Glasgow Warriors und Edinburgh Rugby Schottland in dieser Liga. Diese beiden Teams sind seit 2007 automatisch für den European Rugby Champions Cup qualifiziert, da die dritte schottische Profimannschaft Border Reivers in jenem Jahr aufgelöst wurde.
Unterhalb der Magners League gibt es die Scottish Hydro Electric League Championship. Diese ist unterteilt in die Scottish Premiership, die Scottish National League und die Scottish Regional League, die jeweils drei Divisionen beinhalten. Es gibt des Weiteren einen landesweiten Pokal, den Scottish Hydro Electric Cup, der zwischen den Teams aller Divisionen ausgespielt wird.
Zudem beheimatet Schottland die älteste Rugby-Union-Liga weltweit, die seit 1902 bestehende Border League. Sie ist heute kein Teil der offiziellen Ligastruktur mehr, die teilnehmenden Vereine spielen jedoch sowohl in der Border League als auch in einer der drei anderen Scottish Hydro Electric Ligen. Die Universitäten Schottlands haben traditionell einen großen Anteil am Rugbygeschehen des Landes. So haben sie auch ein eigenes Ligensystem, das aus Divisionen von vier bis fünf Mannschaften besteht. Die Spiele finden in unregelmäßigen Abständen statt.
Seit der Professionalisierung des Sports hat die SRU mit verschiedenen Maßnahmen versucht, die schottischen Mannschaften im internationalen Vergleich konkurrenzfähig zu machen. Zunächst wurden vier regionale Teams gegründet, von denen heute nur noch zwei existieren. Trotz dieser Reduzierung gibt es weiterhin finanzielle Probleme für den schottischen Verband. Es wurden einige Anstrengungen unternommen, private Investoren für die Mannschaften zu finden, was nur für das Team aus Edinburgh gelang. Die SRU hatte den Club an den Geschäftsmann Bob Carruthers verkauft, diese Kooperation verlief jedoch nicht ohne Komplikationen. Der Verband zeigte sich mit einigen Entscheidungen der neuen Eigentümer unzufrieden. So wurden beispielsweise einige Spieler nicht für Trainingslager der Nationalmannschaft freigegeben. Folglich entschied sich der Verband, Edinburgh Rugby wieder zurückzukaufen und ist seitdem wieder im Besitz zweier Profimannschaften.

## Nationalmannschaft

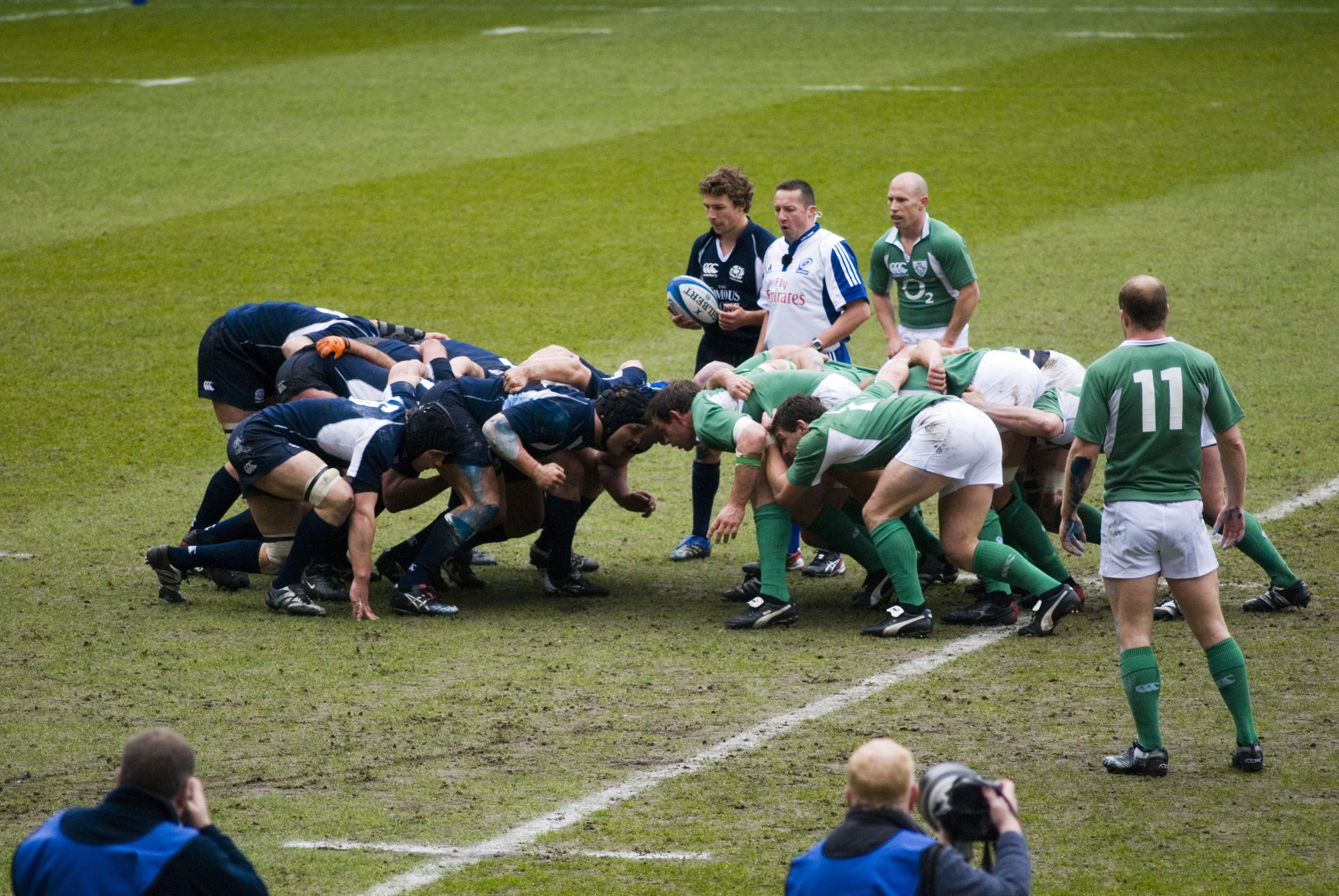
Schottland – Irland, Six Nations 2007

Die schottische Nationalmannschaft hat bei den Six Nations 22-mal den Titel gewonnen, zehnmal die Triple Crown und dreimal den Grand Slam. Sie liegt damit in der Statistik hinter England, Wales und Frankreich auf Platz vier. Sie spielt im Rahmen des Turniers jedes Jahr gegen England um den Calcutta Cup, gegen Irland um den Centenary Quaich, gegen Frankreich um die Auld-Alliance-Trophäe und gegen Wales um den Doddie Weir Cup. Außerdem spielt Schottland gegen Australien um den Hopetoun Cup und gegen Kanada um die Douglas Horn Trophy.
Schottland hat bislang an allen Weltmeisterschaften teilgenommen und erreichte 1991 ihr bestes Ergebnis mit dem vierten Platz. Die Heimspiele werden im Murrayfield Stadium in Edinburgh vor über 60.000 Zuschauern ausgetragen. Im Vorfeld der Spiele wird die inoffizielle Nationalhymne „Flower of Scotland“ gespielt, die erstmals in den 1970er Jahren von schottischen Rugbyfans besonders enthusiastisch bei Spielen gegen England gesungen wurde. Das Lied bezieht sich auf den Sieg der Schotten gegen die zahlenmäßig überlegene Armee des englischen Königs Edward II. während der schottischen Unabhängigkeitskriege.
Einigen schottischen Spielern wurde zudem die Ehre zuteil für die Auswahlmannschaft der British and Irish Lions nominiert zu werden um gegen die All Blacks aus Neuseeland, die Springboks aus Südafrika oder die Wallabies aus Australien anzutreten.

## Beliebtheit

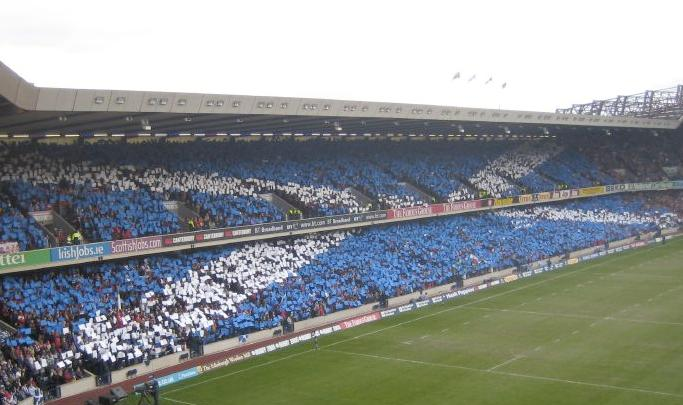
Murrayfield Stadium

Rugby Union ist zwar nicht Schottlands Nationalsport, nach dem Fußball jedoch die beliebteste Sportart des Landes. Rugby League spielt hingegen nur eine sehr untergeordnete Rolle. In den Scottish Borders ist Rugby traditionell besonders beliebt. Die Zuschauerzahlen bei Vereinsspielen sind im ganzen Land im Vergleich zu England oder Wales eher bescheiden. Die Nationalmannschaft zieht jedoch zu den Heimspielen im Murrayfield Stadium regelmäßig mehr als 60.000 Menschen an.
Neben dem Murrayfield Stadium gibt es nur wenige Rugbystadien. Viele Vereine in den Scottish Borders haben Plätze mit Tribünen, in Edinburgh und Glasgow gibt es zu dem kleinere Stadien, in denen Rugby gespielt wird. Nur wenige Plätze sind seit dem Zweiten Weltkrieg modernisiert worden und verfügen weder über Flutlichtanlagen noch Rasenheizungen.
Es gibt etwa 182.000 registrierte Spieler und 242 Vereine in Schottland.